# Comisión Nacional de Mujeres Indígenas de Colombia

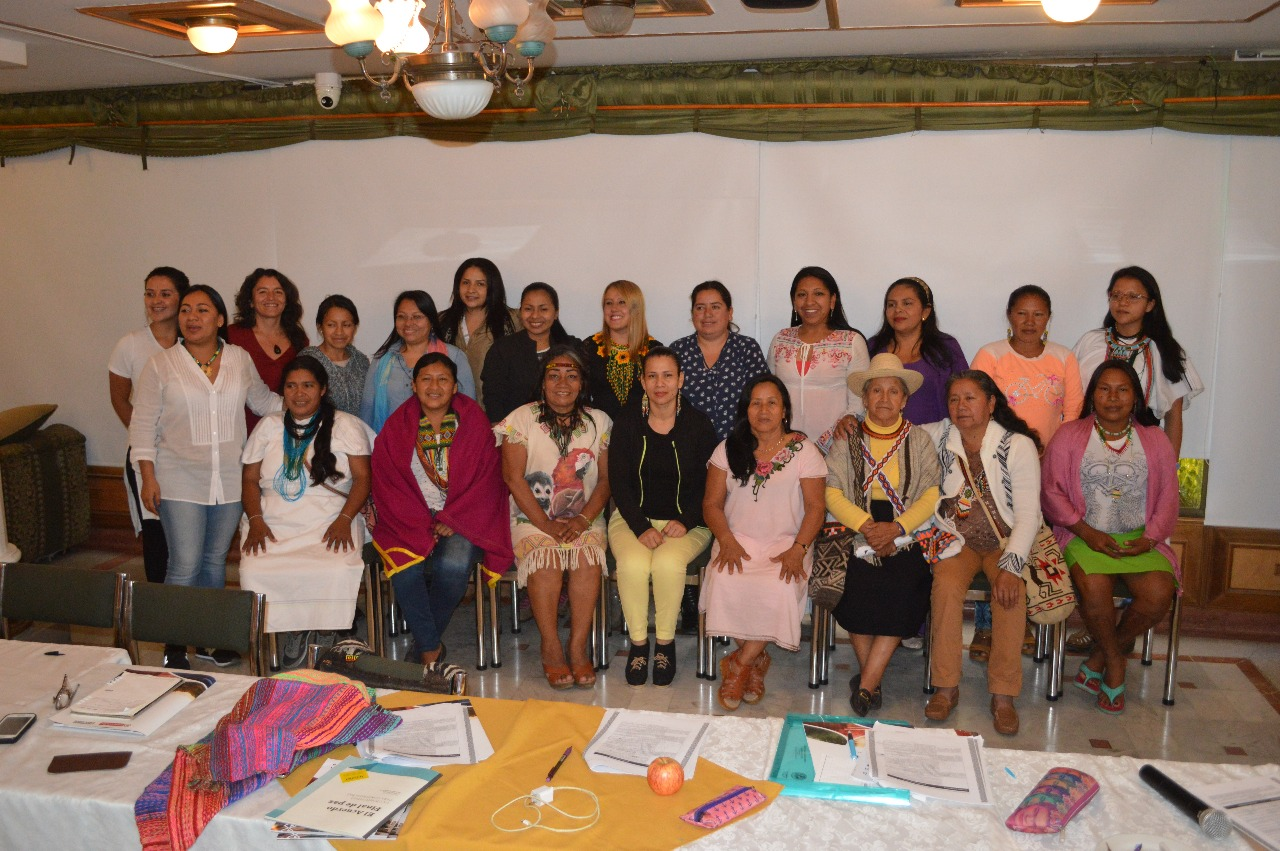
La Comisión Nacional de Mujeres Indígenas de Colombia, durante una sesión en el mes de agosto de 2017

La Comisión Nacional de Mujeres Indígenas de Colombia es una subcomisión de la Mesa Permanente de  Concertación con los Pueblos y Comunidades Indígenas (MPC), conformada por delegadas, coordinadoras y consejeras del área de mujer de las cinco organizaciones nacionales indígenas, estas son: Organización Nacional Indígena de Colombia (ONIC), Confederación Indígena Tayrona (CIT), Organización de los Pueblos Indígenas de la Amazonia Colombiana (OPIAC), Autoridades Indígenas de Colombia (AICO) por la Pachamama y Autoridades Tradicionales Indígenas de Colombia- Gobierno Mayor.
La Comisión Nacional de Mujeres Indígenas, desde su creación en el 2013, ha tenido como función hacer  seguimiento a la implementación del Programa de Protección de Derechos de las Mujeres Indígenas desplazadas y en riesgo de estarlo (Auto 092 de 2008). Lo anterior es una contribución a la  la efectividad y garantías para el pleno ejercicio de los derechos de las mujeres indígenas en sus territorios.
En la actualidad (2018), el objetivo de la Comisión es protocolizar en la MPC el Programa de Protección de Derechos de las Mujeres Indígenas desplazadas y en riesgo de estarlo (Auto 092 de 2008), para ello propuso realizar reuniones interinstitucionales en 16 municipios; y de esta manera lograr que las entidades territoriales conozcan el plan de acción del Programa y aporten a la garantía de los derechos de las mujeres indígenas. 

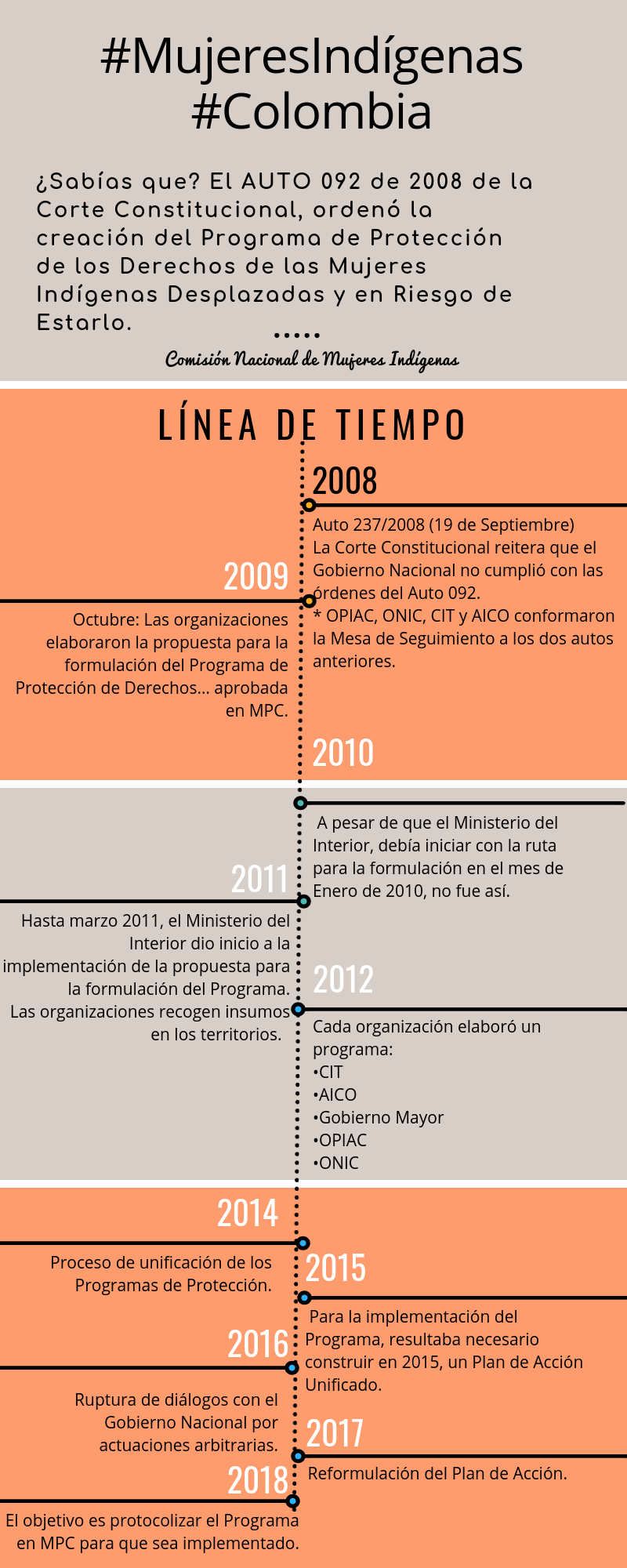

### Los Acuerdos de Paz en perspectiva de las mujeres indígenas.
Los enfoques transversales de género y étnico de los Acuerdos de Paz son una posibilidad para la participación de las mujeres indígenas. En ese sentido, la Comisión Nacional de Mujeres Indígenas en acuerdo con las cinco delegadas de las organizaciones indígenas, presentaron la candidatura de   la lideresa indígena del Pueblo Muisca Victoria Neuta para conformar la Instancia de Género encargada de hacer seguimiento a los Acuerdos de Paz; el resultado de esta apuesta es importante puesto que Neuta es la única indígena que participa en este escenario.

## Balance de la Comisión Nacional de Mujeres Indígenas respecto al PND 2014-2018.
Conozca el cumplimiento del Estado Colombiano respecto a  los acuerdos con las mujeres indígenas.

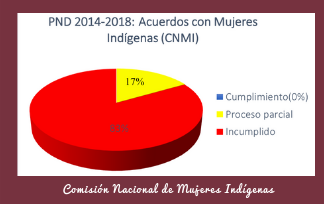